# South Park (18.ª temporada)
A 18.ª temporada temporada da série de desenho animado estadunidense South Park estreou no canal Comedy Central em 24 de setembro de 2014, com o episódio "Go Fund Yourself" e encerrou-se com "#HappyHolograms" em 10 de dezembro de 2014, totalizando de dez episódios. A temporada apresentou elementos seriais e linhas de história recorrentes, que o sítio The A.V. Club notou como uma experiência de continuidade de episódio-para-episódio, buscando "explorar as conseqüências das ações dos meninos [semana por semana]".
Como na maioria das temporadas anteriores da série, todos os episódios desta temporada foram escritos e dirigidos pelo co-criador da série Trey Parker.

## Episódios
| N.º geral | N.º na temp. | Título                | Dirigido por | Escrito por | Exibição original      | Cód. de produção | Audiência nos EUA (milhões) |
| --------- | ------------ | --------------------- | ------------ | ----------- | ---------------------- | ---------------- | --------------------------- |
| 248       | 1            | "Go Fund Yourself"    | Trey Parker  | Trey Parker | 24 de setembro de 2014 | 1801             | 2.40                        |
| 249       | 2            | "Gluten Free Ebola"   | Trey Parker  | Trey Parker | 1 de outubro de 2014   | 1802             | 2.24                        |
| 250       | 3            | "The Cissy"           | Trey Parker  | Trey Parker | 8 de outubro de 2014   | 1803             | 2.02                        |
| 251       | 4            | "Handicar"            | Trey Parker  | Trey Parker | 15 de outubro de 2014  | 1804             | 1.73                        |
| 252       | 5            | "The Magic Bush"      | Trey Parker  | Trey Parker | 29 de outubro de 2014  | 1805             | 1.73                        |
| 253       | 6            | "Freemium Isn't Free" | Trey Parker  | Trey Parker | 5 de novembro de 2014  | 1806             | 1.70                        |
| 254       | 7            | "Grounded Vindaloop"  | Trey Parker  | Trey Parker | 12 de novembro de 2014 | 1807             | 1.66                        |
| 255       | 8            | "Cock Magic"          | Trey Parker  | Trey Parker | 19 de novembro de 2014 | 1808             | 1.69                        |
| 256       | 9            | "#REHASH"             | Trey Parker  | Trey Parker | 3 de dezembro de 2014  | 1809             | 2.10                        |
| 257       | 10           | "#HappyHolograms"     | Trey Parker  | Trey Parker | 10 de dezembro de 2014 | 1810             | 1.66                        |